# 天關增四
金牛座129，又名BD+15 926，HD 38478、SAO 94848、HR 1985，是金牛座的一颗恒星，视星等为6，位于銀經191.39，銀緯-6.55，其B1900.0坐标为赤經5h 41m 0.4s，赤緯+15° -6.55′ 0″。